# ایتالیا کوچک (آرکانزاس)
ایتالیا کوچک (به انگلیسی: Little Italy) یک منطقهٔ مسکونی در ایالات متحده آمریکا است که در شهرستان پری، آرکانزاس واقع شده است. ایتالیا کوچک ۲۱۰٫۹۲ متر بالاتر از سطح دریا قرار دارد.